# Rebellion (2019)
Pour les articles homonymes, voir Rebellion (homonymie).
Rebellion est une émission de télévision à la carte de catch professionnel présentée par la fédération Impact Wrestling. Elle se déroula le 28 avril 2019 à Toronto en Ontario au Canada.

## Contexte
Cet événement de catch professionnel présente différents matchs impliquant des catcheurs heel (méchant) et face (gentil), ils combattent sous un script écrit à l'avance.
Le 1er février 2019 à Impact, il est annoncé la date de Rebellion.

## Résultats
| No.                                    | Results | Stipulations                                                                          | Durée |
| -------------------------------------- | --- | ------------------------------------------------------------------------------------- | ----- |
| 1                                      | Ace Austin bat Aiden Prince, Eddie Edwards, Jake Crist, Jake Deaner et Petey Williams                                | Six-way match                                                                         | N/A   |
| 2                                      | Scarlett Bordeaux (avec Fallah Bahh) bat Rohit Raju (avec Gama Singh et Raj Singh)                                   | Intergender singles match                                                             | 5:00  |
| 3                                      | Moose et The North (Ethan Page et Josh Alexander) battent The Rascalz (Dezmond Xavier, Trey Miguel et Zachary Wentz) | Six-man tag team match                                                                | 9:30  |
| 4                                      | Taya Valkyrie (c) bat Jordynne Grace                                                                                 | Match simple pour le Impact Knockouts Championship                                    | 9:00  |
| 5                                      | Rich Swann (c) bat Sami Callihan                                                                                     | oVe Rules match pour le Impact X Division Championship                                | 16:20 |
| 6                                      | Tessa Blanchard bat Gail Kim                                                                                         | Match simple                                                                          | 13:10 |
| 7                                      | Brian Cage bat Johnny Impact (c)                                                                                     | match simple pour le Impact World Championship avec Lance Storm comme arbitre spécial | 13:20 |
| 8                                      | The Latin American Xchange (Ortiz & Santana) battent The Lucha Bros (Fénix & Pentagón Jr.) (c)                       | Full Metal Mayhem match pour les Impact World Tag Team Championship                   | 20:30 |
| - (c) – se réfère au champion du match | |                                                                                       |       |